# Odoiporosaurus
Odoiporosaurus is een geslacht van uitgestorven reptielen dat behoort tot de Sauropterygia. Het leefde in het Midden-Trias (Anisien, ongeveer 244 miljoen jaar geleden) en zijn fossiele overblijfselen zijn gevonden in Italië, in de bekende Besano-afzetting.

## Naamgeving
Odoiporosaurus teruzzii werd in 2014 benoemd en beschreven door Silvio Renesto, Giorgio Binelli en Hans Hagdorn, op basis van een onvolledig fossiel gevonden in Besano, in de provincie Varese, holotype BES SC 1893, een skelet met schedel. Het exemplaar komt uit het middelste deel van de Besano-formatie en het is waarschijnlijk dat het dateert uit het Midden-Anisien, waardoor het de oudste Besano-pachypleurosauriër is (ook ouder dan Serpianosaurus van het Laat-Anisien).

### Etymologie
De geslachtsnaam Odoiporosaurus betekent 'reizende hagedis', naar het Grieks oidoporos, 'reiziger', verwijzend naar de waarschijnlijke migraties van dit dier van het Germaanse bekken naar de zuidelijke Alpen. Het specifieke epitheton of soortaanduiding teruzzii is ter ere van Giorgio Teruzzi, conservator van de afdeling paleontologie van het Museum van Natuurlijke Historie in Milaan, waar de resten van Odoiporosaurus worden bewaard.

## Beschrijving
Dit dier is bekend van een incompleet exemplaar, dat een lengte voor het hele dier suggereert van minder dan een meter. Odoiporosaurus leek erg op andere kleine reptielen die in het Besano-veld werden gevonden, zoals Serpianosaurus en Neusticosaurus. Deze dieren, gegroepeerd in de familie Pachypleurosauridae, bezaten een bijna driehoekige schedel van bovenaf gezien, met grote oogkassen en relatief naar achteren geplaatste neusgaten. Odoiporosaurus verschilde van andere soortgelijke dieren in de vorm van de ellepijp, in het bijzonder uitgebreid en zijdelings afgeplat in het proximale gebied, en in de afwezigheid van het obturator foramen in het schaambeen. Andere kenmerken die het onderscheidde van Serpianosaurus lagen in de vorm van de schedel, veel korter bij Odoiporosaurus, en in de vorm van het bovenste slaapvenster (breder bij Odoiporosaurus), evenals door de opmerkelijk geornamenteerde voorhoofdsbeenderen en in de brede spatelvormige tanden in het bovenkaaksbeen en dentarium. De slaap was groot, in tegenstelling tot de Duitse pachypleurosauriërs van de Anarosaurus / Dactylosaurus-groep.

## Fylogenie
Het exemplaar mist nek, staart, het merendeel van schouder- en bekkengordels en een deel van de achterpoten, maar het is echter mogelijk om enkele kenmerken vast te stellen die Odoiporosaurus onderscheiden van de andere pachypleurosauriërs in de formatie. Een cladistische analyse geeft aan dat Odoiporosaurus basaal stond in de groep vertegenwoordigd door Serpianosaurus en Neusticosaurus; waarschijnlijk was het geëvolueerd uit de Anarosaurus / Dactylosaurus-groep, uit het Midden-Trias van het Duitse bekken.

## Paleobiogeografie
De ontdekking van Odoiporosaurus versterkt de hypothese dat pachypleurosauriërs van de Anarosaurus / Dactylosaurus-clade het Germaanse bekken binnenvielen vanuit de oostelijke Paleo-tethysoceaan, gediversifieerd tijdens het Anisien en de bekkens van het zuidelijke Alpengebied binnenkwamen. Later, tijdens het einde van de Anisien en het begin van het Ladinien fungeerden de bekkens van de Lombardische Alpen als een centrum van soortvorming, waardoor de Serpianosaurus / Neusticosaurus-clade ontstond. De laatste viel uiteindelijk weer het Germaanse bekken binnen.